# Nord-Ouest de l'Ontario
Pour les articles homonymes, voir Nord-ouest.

Nord-ouest de l'Ontario

Le Nord-Ouest de l'Ontario est une région de la province canadienne de l'Ontario. 
Elle s'étend au nord et à l'ouest du lac Supérieur, et à l'ouest de la baie d'Hudson et de la baie James. Elle inclut la grande partie de l'Ontario subarctique.
Sa frontière occidentale est la province canadienne du Manitoba, qui a déjà revendiqué la partie occidentale de la région. Le droit de l'Ontario au Nord-Ouest de l'Ontario fut décidé par le comité judiciaire du Conseil privé en 1884 et confirmé par le Canada (Ontario Boundary) Act, 1889 du parlement du Royaume-Uni. En 1912, le parlement du Canada, par le Ontario Boundaries Extension Act donna juridiction sur le district de Patricia à l'Ontario, étendant à ce moment la frontière septentrionale de la province jusqu'à la baie d'Hudson.
Dans certaines études, le Nord-Ouest de l'Ontario et le Nord-Est de l'Ontario sont traités comme des régions distinctes, alors que parfois ils sont regroupés en tant que Nord de l'Ontario.

## Subdivisions géographiques
Le Nord-Ouest de l'Ontario comprend les divisions de recensement de l'Ontario du :
- district de Kenora
- district de Rainy River
- district de Thunder Bay

## Communautés
Les principales communautés de la région incluent :
- Thunder Bay
- Kenora
- Dryden
- Fort Frances
- Sioux Lookout
- Greenstone
- Red Lake
- Marathon
- Atikikan

Il y a aussi plusieurs communautés autochtones dans le Nord-Ouest de l'Ontario.